# Deserts Chang
Deserts Chang Zhang Xuan (cinese tradizionale: 張懸; cinese semplificato: 张悬; pinyin: Zhāng Xuán; Taipei, 30 maggio 1981) è una cantante e compositrice taiwanese, conosciuta anche con il nome di Chang Xuan.
È considerata una dei maggiori esponenti della musica alternativa nell'industria musicale cinese moderna.

## Biografia
Deserts Chang è nata con il nome di Chiao An-p'u (caratteri cinesi: 焦安溥; pinyin: Jiāo Ānpǔ) in una famiglia benestante. Suo padre, Chiao Jen-ho (caratteri cinesi: 焦仁和; pinyin: Jiāo Rénhé), è stato il primo segretario generale della Fondazione Straits Exchange. 
Il suo nome d'arte, Deserts, rappresenta "qualcosa di misterioso ed indica qualcosa nel mezzo di un limbo", descrizione che rappresenta la sua personalità.
Chang ha iniziato a comporre canzoni all'età di 13 anni, ed è salita per la prima volta sul palco a 16. Già a 19 anni aveva scritto più di un centinaio di canzoni, ed ottenne il primo contratto con la casa discografica Sony BMG. Per vedere pubblicato il suo primo album, My Life Will..., Deserts ha dovuto aspettare cinque anni.
Sebbene il suo primo album sia stato pubblicato solo nel 2006, prima di tale anno Chang era già conosciuta nelle live house, nei pub e su Internet. La sua voce è chiara e leggera, ed attira soprattutto studenti, giovani ed amanti della musica indie. Chang è anche una buona chitarrista, la maggior parte della sua musica è composta per essere suonata con la chitarra acustica.

## Carriera
Chang ha lasciato la scuola superiore perché "non sopportava le restrizioni conservative". Prima di entrare nell'industria musicale vera e propria, si esibiva live nei pub.
È stata membro del gruppo rock Mango Runs, nominato come "Numero più Popolare" e vincitore dello "Indie Music Award" al festival rock Ho-Hai-Yan di Taipei del 2003. I Mango Runs hanno partecipato al documentario del 2004 Ocean Fever (海洋熱), che ha seguito le storie di diversi gruppi ed artisti che hanno partecipato al festival Ho-Hai-Yan.
L'album di debutto di Chang, My Life Will..., è stato pubblicato il 9 giugno 2006 sotto la Sony BMG. I puristi della musica alternativa hanno contestato il suo contratto con una major di così grande popolarità, ma Chang ha promesso che il suo stile musicale non avrebbe subito nessun cambiamento. L'album contiene canzoni scritte dalla cantante tra i 13 e i 19 anni.
La presenza della cantante della scena della musica alternative è stata dimostrata agli ottavi Golden Melody Awards, dove ha ricevuto quattro nomination. Il suo album di debutto è stato nominato come "Miglior Album Mandarino", insieme a quello della cantante da mainstream Jolin Tsai. Precedentemente era considerato impensabile per uno show di premiazione musicale di così alto profilo presentare tra i candidati delle categorie maggiori degli artisti indie.
Da allora la popolarità della cantante è cresciuta sia a Taiwan che nella Cina continentale. Ai settimini Chinese Music Media Awards di Hong Kong, Chang ha ricevuto il premio come "Miglior artista emergente mandarina".
Il secondo album, Oh, dear. dear. I haven't. (親愛的…我還不知道), è stato pubblicato il 20 luglio 2007.

## Stile musicale
Usando una chitarra acustica come strumento principale, la Chang è conosciuta per la sua musica da caffetteria. Generalmente è considerata un'artista indie, nonostante il contratto con la major Sony BMG.
La canzone più scaricata su internet di Chang, Baby (寶貝), è stata scritta dall'artista quando lei aveva 13 anni, dopo un litigio con la madre.

## Discografia
- Maybe I Don't Care — 31 marzo 2005[8]
- My Life Will... — 9 giugno 2006
- Oh, dear. dear. I haven't. 親愛的…我還不知道 — 20 luglio 2007
- City 城市 — 22 maggio 2009